# Clovia similaris
Clovia similaris är en insektsart som beskrevs av Metcalf 1962. Clovia similaris ingår i släktet Clovia och familjen spottstritar. Inga underarter finns listade i Catalogue of Life.